# أمين مكتبة المدرسة
أمين مكتبة المدرسة، أو المعلم أمين المكتبة (TL)، أو أخصائي الوسائط في مكتبة المدرسة، هو أمين مكتبة معتمد يتمتع بالتدريب في مجال التدريس. وفقا للرابطة الأمريكية لأمناء المكتبات المدرسية (AASL)، وهي فرع من جمعية المكتبات الأمريكية (ALA)، اللقب الرسمي لأمين مكتبة معتمد يعمل في مدرسة في الولايات المتحدة هو أمين مكتبة المدرسة.

## أدوار أمين مكتبة المدرسة
يقوم أمين مكتبة المدرسة بأربعة أدوار قيادية رئيسية: المعلم، والشريك التعليمي، وأخصائي المعلومات، ومسؤول البرنامج. في دور المعلم، يقوم أمين مكتبة المدرسة بتطوير وتنفيذ المناهج المتعلقة بالوعي المعلوماتي والتحقيق. يمكن لأمناء المكتبات المدرسية القراءة للأطفال ومساعدتهم في اختيار الكتب والمساعدة في العمل المدرسي. ويرى بعض أمناء المكتبات في المدارس الصفوف الدراسية على «جدول زمني مرن». يعني الجدول الزمني المرن أنه بدلا من أن يأتي الطلاب إلى المكتبة لتعليمهم في وقت محدد كل أسبوع، يقوم المعلم في الفصل الدراسي بتخصيص وقت المكتبة عندما تكون هناك حاجة إلى خبرة أمين المكتبة المدرسية والمكتبة ومهارات المعلومات أو المواد كجزء من التعلم تجربة.
في دور الشريك التعليمي، يتعاون أمناء المكتبات المدرسية مع معلمي الصفوف لإنشاء متعلمين مستقلين من خلال تعزيز مهارات الطلاب في البحث، والوعي المعلوماتي، والتكنولوجيا، والاتصال، ومهارات التفكير النقدي. 
بصفتهم متخصصين في المعلومات، يقوم أمناء المكتبات المدرسية بتطوير قاعدة موارد للمدرسة من خلال استخدام المناهج الدراسية ومصالح الطلاب لتحديد المواد المكتبية والحصول عليها وتنظيم وتنظيم مجموعة المكتبة من أجل تعزيز القراءة المستقلة والتعلم مدى الحياة. يمكن العثور على المواد الموجودة في مجموعة المكتبة باستخدام كتالوج الوصول العام عبر الإنترنت (أوباك).
يشمل هذا الدور أيضا العديد من الأنشطة المتصلة بالتكنولوجيا بما في ذلك دمج الموارد في أشكال مختلفة: قواعد بيانات دورية؛ ومواقع الويب؛ وشرائح الفيديو الرقمية؛ والتدوين الصوتي؛ والمدونات والمحتوى الويكيبيدي. الصور الرقمية؛ إلخ. أمناء المكتبات المدرسية غالبا ما يكونون مسؤولين عن المعدات السمعية والبصرية وهم في بعض الأحيان مسؤولون عن أجهزة الكمبيوتر المدرسية وشبكات الكمبيوتر.
بصفتهم مديري البرامج، يقوم أمناء المكتبات في المدارس بتحديد وإدارة وإدارة البرامج الإعلامية لمكتبات المدارس من خلال وضع سياسات للمكتبة؛ الإشراف على ميزانية المكتبة؛ تخطيط مساحة المكتبة المادية والافتراضية؛ والحفاظ على بيئة التعلم الترحيب، إيجابية، ومبتكرة. ويحتفظ أمناء المكتبات أيضا بالمجموعة بإضافة مواد لتعزيز المناهج الدراسية وإغراء القراء من أجل إقامة علاقات جيدة مع الرعاة، سواء المعلمين أو الطلاب. وكثيرا ما يكون أمناء المكتبات مسؤولين عن إصلاح الكتب والدوريات المتضررة. 

## شهادة
في الولایات المتحدة، یجب أن یکون لدى أمین المکتبة درجة بکالوریوس وشھادة في التعلیم الثانوي أو الابتدائي، کما یجب علیه إکمال برنامج إعلامي لمکتبة المدرسة والحصول علی شھادة الدولة. وتختلف البرامج في علم المكتبات بين المؤسسات؛ ومع ذلك، يجب تلبية متطلبات الدولة قبل أن يسمح لأخصائي وسائل الإعلام مكتبة للتدريس. بعض المتخصصين في وسائل الإعلام مكتبة المدرسة يحملون الماجستير الكامل في علم المكتبات (ملس) أو درجة الماجستير في علم المعلومات المكتبة (مليس) درجة، في حين أن آخرين لا. في كثير من الحالات، يجب على أمناء المكتبات في المدرسة الذين لديهم امتحان ملس ولكن ليس لديهم أوراق اعتماد التدريس المطلوبة الحصول على هذه المؤهلات التدريس والخبرة التدريس الفصول الدراسية أولا قبل أن يسمح لهم بالعمل كمعلمين وأمناء المكتبات، وغالبا ما تكون هناك حاجة دراسية إضافية الدراسات العليا مكتبة المكتب، وتركز وتحديدا في المسائل المتعلقة بمكتبات المدارس. 

## المنظمات المهنية
يعتمد أمناء المكتبات على دعم المنظمات المهنية المحلية والوطنية والدولية من أجل التطوير المهني والمهني وفرص العمل والجوائز / المنح / التمويل. مجموعات مثل الرابطة الدولية لأمانة المكتبات المدرسية؛  الجمعية الأمريكية لأمناء المكتبات المدرسية؛ ورابطة مكتبات المدارس في المملكة المتحدة، ورابطة مكتبات المدارس الاسترالية تقوم باستضافة المواقع، ونشر المجلات، وترعى المؤتمرات وورش العمل وغيرها من الفعاليات التي تعرض الأبحاث والممارسات الحالية في هذا المجال.
في الولايات المتحدة، يتم دعم المعلمين وأمناء المكتبات أيضا من قبل المنظمات الحكومية التي تدعو للمعلمين على مستوى المقاطعة والمدرسة. قائمة شاملة متاحة من جمعية المكتبات الأمريكية.